# Hoch-Liebenfels
Hoch-Liebenfels je naselje v Občini Liebenfels v Okraju Šentvid ob Glini na Koroškem v Avstriji.